# Batalion ON „Jasło”

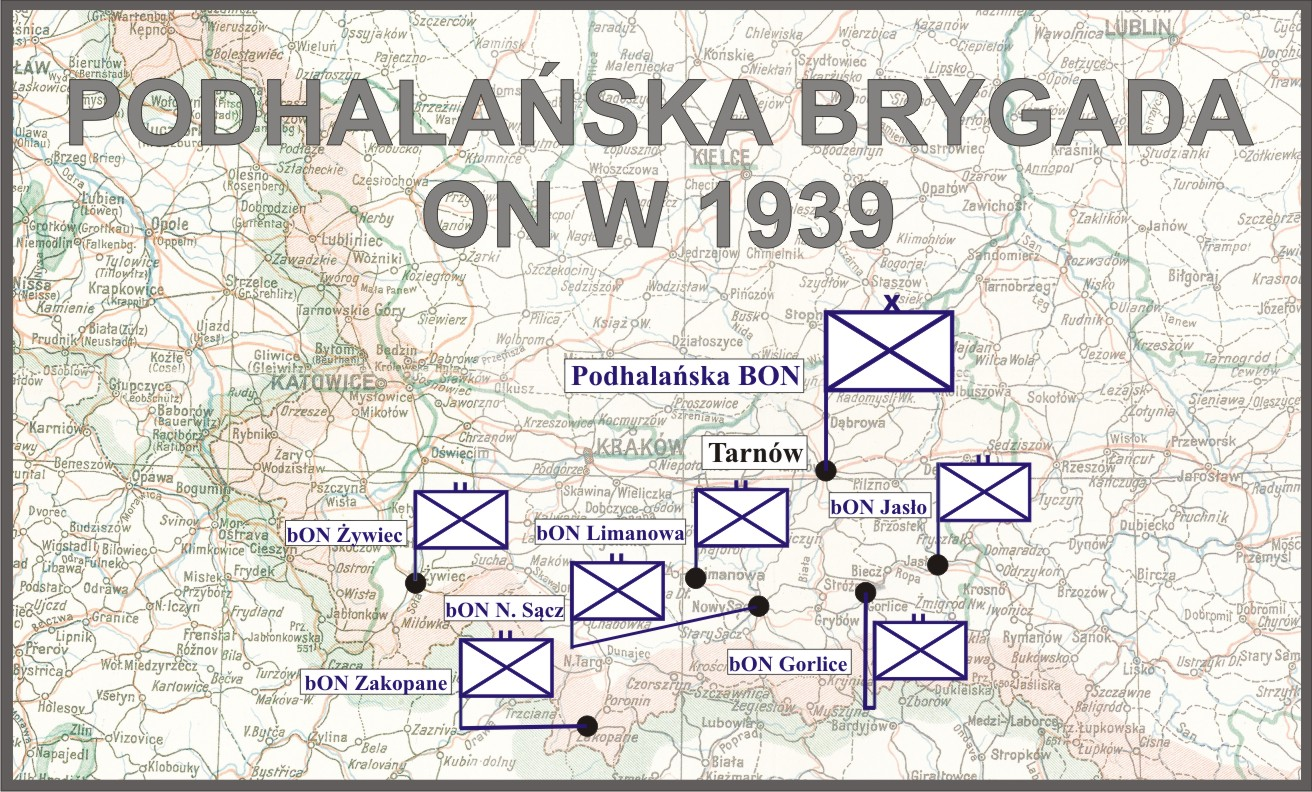
Podhalańska Brygada ON

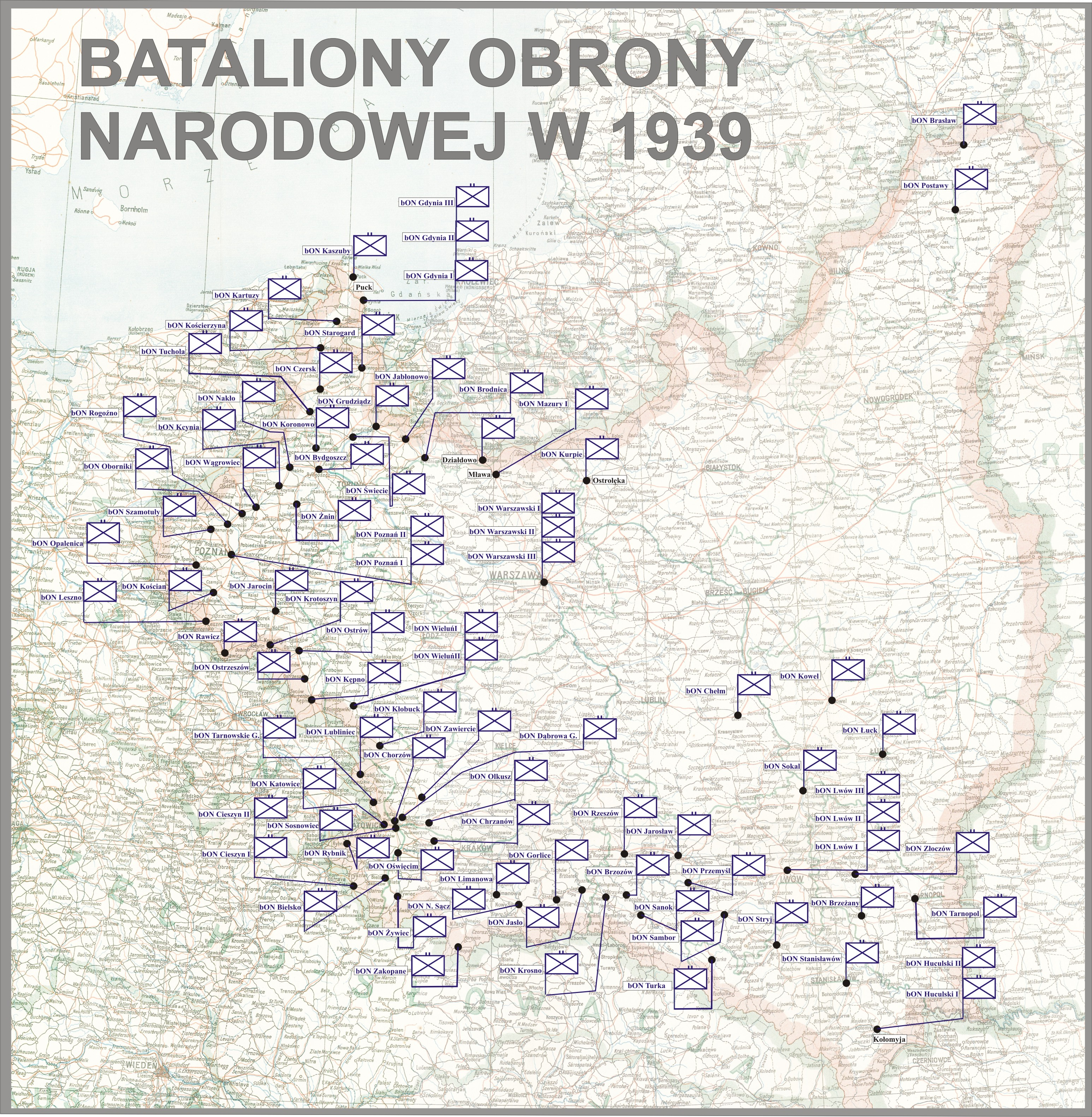
Obrona Narodowa w 1939

Jasielski Batalion Obrony Narodowej (batalion ON „Jasło”) – pododdział piechoty Wojska Polskiego II RP.
Batalion został sformowany w maju 1939, w Jaśle, Żmigrodzie Nowym i Dębowcu, w składzie Podhalańskiej Brygady ON, według etatu batalionu ON typ IV. Pododdział był organizowany w oparciu o 591 Obwód Przysposobienia Wojskowego.
W kampanii wrześniowej 1939 batalion walczył w składzie 3 Brygady Górskiej Strzelców.

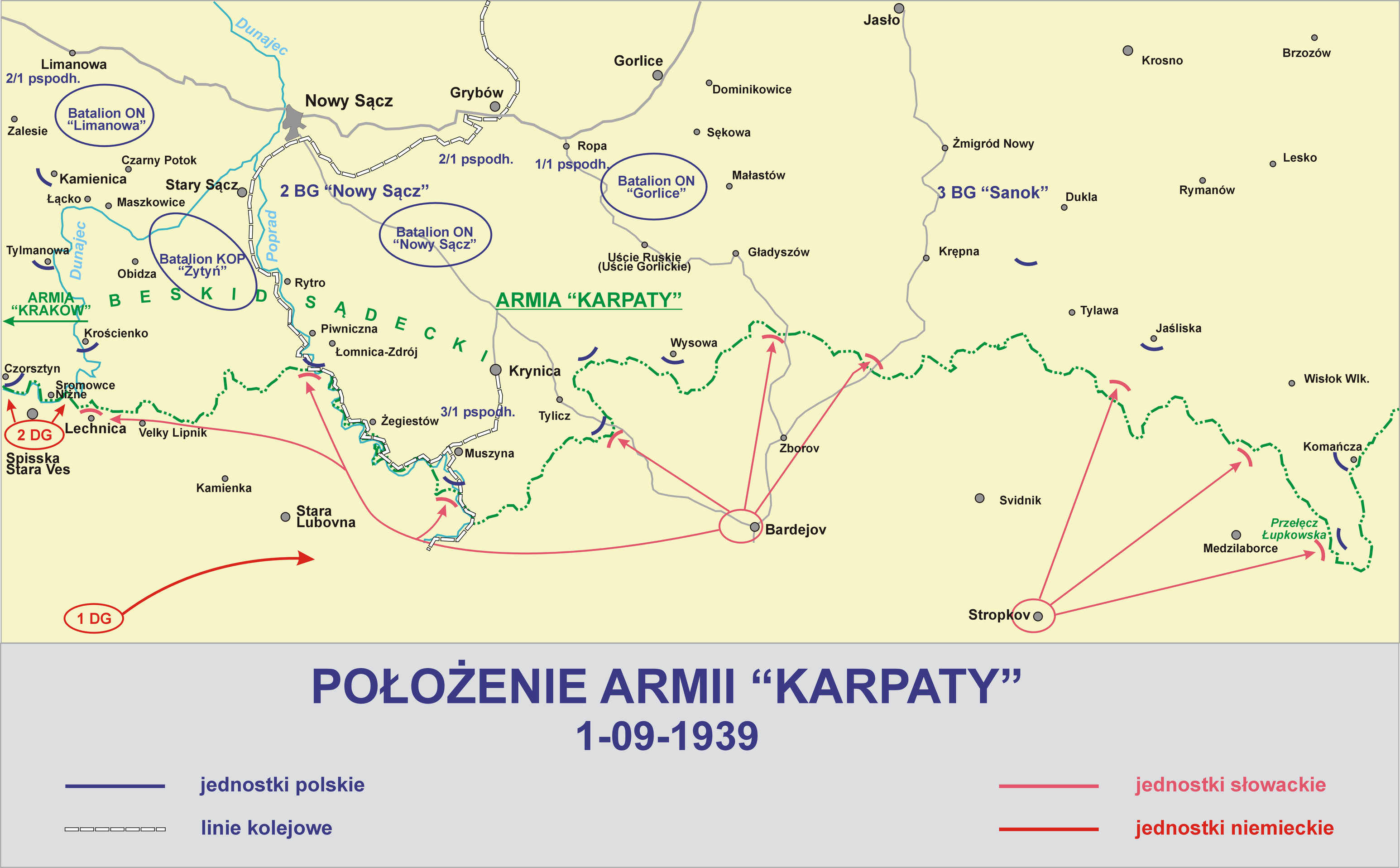
Batalion walczył w składzie armii

## Obsada personalna – wrzesień 1939
- dowódca – kpt. Stefan Borowski[1]
- dowódca 1 kompanii ON „Jasło” – kpt. Stanisław Krasowski
- dowódca 2 kompanii ON „Dębowiec” – ppor./por. kontr. Piotr Nowak
- dowódca 3 kompanii ON „Żmigród” – ppor. kontr. Andrzej Budniak

W niedzielę 30 sierpnia 2009, w Dębowcu odbyła się uroczystość odsłonięcia pomnika poświęconego żołnierzom 2 kompanii ON „Dębowiec”.